# Pinóquio (trilha sonora)
Pinocchio (PT/BR: Pinóquio) é a trilha sonora do filme de Walt Disney lançado em 1940 de mesmo nome, lançado pela primeira vez em 9 de fevereiro de 1940. O álbum foi descrito como "sendo gravado a partir da trilha sonora original da produção de Walt Disney: Pinóquio". De acordo com a Walt Disney Records, "esta é a primeira vez que a frase 'trilha sonora original' foi usada para se referir a uma gravação de um filme disponível no mercado".
A trilha sonora ganhou o Óscar de Melhor Trilha Sonora Original. "When You Wish Upon a Star" ganhou o Óscar 1940 de Melhor Canção Original.

## Canções
As canções do filme foram escritas por Leigh Harline e Ned Washington.
1. "When You Wish Upon a Star" - Cliff Edwards - 3:16
2. "Little Wooden Head" - Christian Rub - 05:45
3. "Give A Little Whistle" - Cliff Edwards & Dickie Jones - 1:38
4. "Hi Diddle Dee Dee" - Walter Catlett - 1:40
5. "I've Got No Strings" - Dickie Jones and Patricia Page - 2:23
6. "Hi-Diddle-Dee-Dee (Reprise)" - Walter Catlett - 00:22
7. "When You Wish Upon A Star (Reprise)" - Cliff Edwards & Chorus - 01:27

### Canções não utilizadas no filme
Outras canções não incluídas no filme:
- "I'm A Happy Go Lucky Fellow" (também chamada "Jiminy Cricket")- Jiminy Cricket (Mais tarde usada no filme de 1947 da Disney Fun and Fancy Free)
- "As I Was Saying To The Duchess" - J. Worthington Foulfellow
- "Three Cheers For Anything" - Lampwick, Pinocchio, Alexander & Other Boys
- "Monstro The Whale" - Chorus
- "Turn On The Old Music Box" - Jiminy Cricket

## Versões

### Versão original
A trilha sonora foi lançada pela primeira vez em uma coleção de três singles. 

#### Lista de faixas
- "When You Wish Upon A Star" / "Little Wooden Head"
- "Give A Little Whistle" / "Hi Diddle Dee Dee"
- "I've Got No Strings"/ "Turn On The Old Music Box"

### Edição atual

#### Lista de faixas
1. "When You Wish Upon A Star" - 3:15
2. "Little Wooden Head" - 5:45
3. "Clock Sequence" - 0:55
4. "Kitten Theme" - 0:40
5. "The Blue Fairy" - 3:28
6. "Give A Little Whistle" - 1:38
7. "Old Geppetto" - 4:44
8. "Off To School" - 4:19
9. "Hi Diddle Dee Dee" - 1:41
10. "So Sorry" - 1:36
11. "I've Got No Strings" - 2:23
12. "Sinister Stromboli" - 2:28
13. "Sad Reunion" - 3:22
14. "Lesson In Lies" - 2:31
15. "Turn On The Old Music Box" - 0:50
16. "Coach To Pleasure Island" - 4:45
17. "Angry Cricket" - 1:20
18. "Transformation" - 3:51
19. "Message From The Blue Fairy" - 1:30
20. "To The Rescue" - 0:34
21. "Deep Ripples" - 1:29
22. "Desolation Theme" - 1:42
23. "Monstro Awakens" - 2:03
24. "Whale Chase" - 3:19
25. "A Real Boy" - 1:42

### Edição brasileira
A trilha sonora com as canções na versão brasileira foi lançada no Brasil em 8 de abril de 2009, acompanhada do DVD duplo do filme na Edição Platinum.

#### Lista de faixas
| Pinóquio (70º Aniversário) |                             |                                   |         |  |
| N.º                        | Título                      | Interpretada por                  | Duração |  |
| 1.                         | "A Estrela Azul"            | Luiz Motta                        | 3:15    |  |
| 2.                         | "Assobia-Me"                | Luiz Motta & Carlos Alberto Mello | 1:37    |  |
| 3.                         | "Hey Dili Di Di"            | Magalhães Graça                   | 1:50    |  |
| 4.                         | "When You Wish Upon A Star" | Craig Toungate                    | 2:13    |  |
| 5.                         | "Give a Little Whistle"     | Cliff Edwards & Dickie Jones      | 1:36    |  |
| 6.                         | "Hi Diddle Dee Dee"         | Walter Catlett                    | 1:39    |  |
| 7.                         | "I've Got No Strings"       | Dickie Jones                      | 2:22    |  |